# Steenwijkerdiep
Het Steenwijkerdiep is een waterweg in de Nederlandse provincie Overijssel.
Het Steenwijkerdiep is de gekanaliseerde benedenloop van de Steenwijker Aa en vormt een schakel in de vaarverbinding tussen de waterwegen rond Steenwijk en zowel het merengebied in de kop van Overijssel als de Friese waterwegen. Vanaf Steenwijk loopt het kanaal in zuidwestelijke richting naar Wetering. Op die plaats loopt naar het zuiden de vaarverbinding naar het Giethoornsche Meer en naar het noorden de vaarbinding door de Weerribben naar Ossenzijl en vandaar naar Friesland.

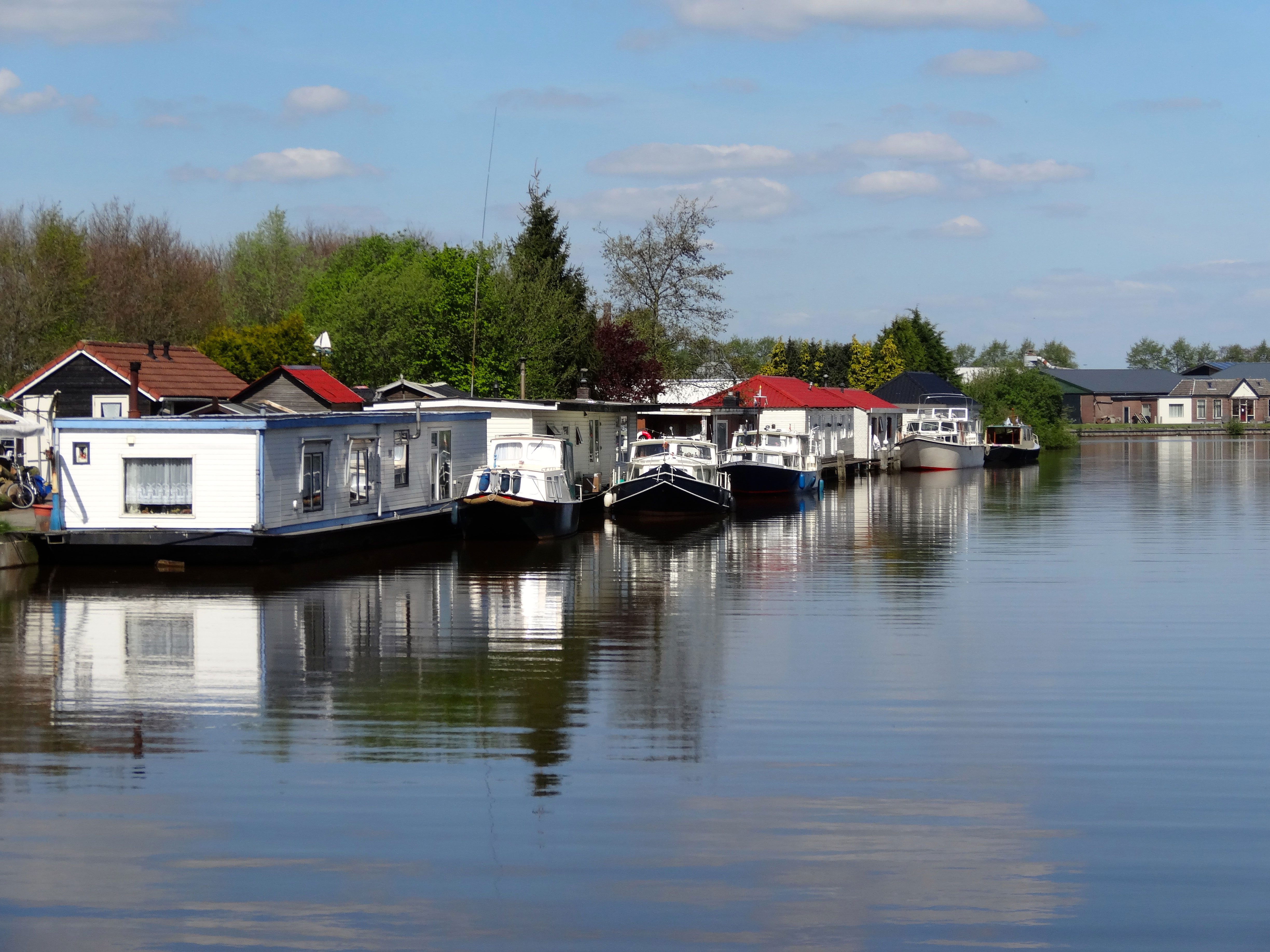
Binnenhaven Steenwijkerdiep in Steenwijk
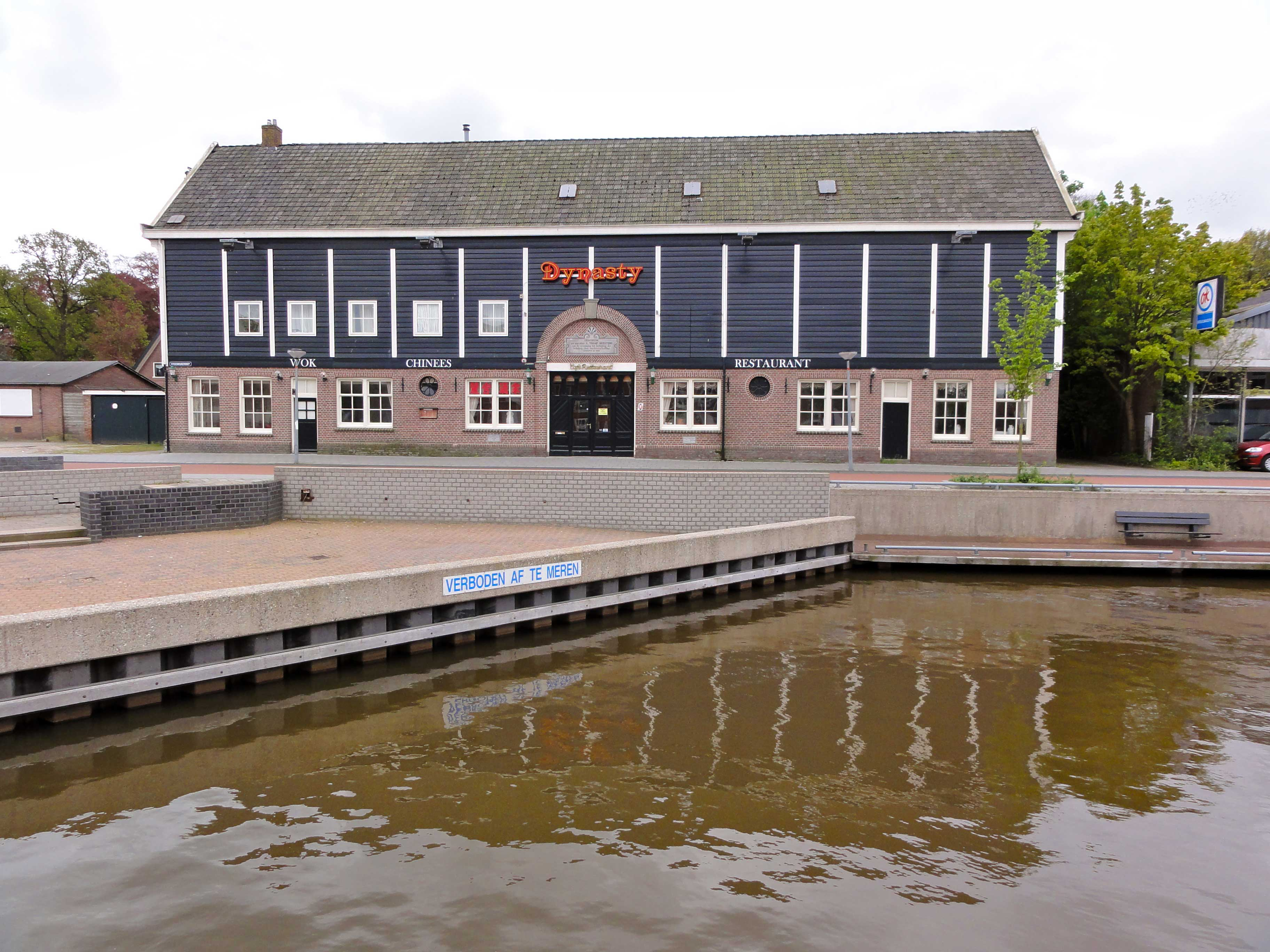
Doodlopende zijtak van het Steenwijkerdiep in Steenwijk